# Lista zabytków w Pietà (Malta)
To jest lista zabytków w miejscowości Pietà na Malcie, które są umieszczone na liście National Inventory of the Cultural Property of the Maltese Islands.

## Lista
| Nazwa zabytku                    | Lokalizacja                                                       | Współrzędne                                   | Nr na liście NICPMI | Zdjęcie |
| -------------------------------- | ----------------------------------------------------------------- | --------------------------------------------- | ------------------- | ------- |
| Nisza św. Antoniego              | Triq it-Telgħa ta’Guardamangia / Triq Qrajten                     | 35°53′39,2″N 14°29′28,0″E/35,894229 14,491100 | 00845               |         |
| Nisza Niepokalanego Poczęcia     | Triq it-Telgħa ta’Guardamangia / Triq Blackley                    | 35°53′29,8″N 14°29′46,0″E/35,891601 14,496109 | 00846               |         |
| Kościół Matki Boskiej Bolesnej   | Triq id-Duluri / Triq Marina                                      | 35°53′27,5″N 14°29′48,4″E/35,890977 14,496767 | 00847               |         |
| Nisza św. Antoniego              | Triq id-Duluri / Triq San Girgor                                  | 35°53′23,3″N 14°29′38,7″E/35,889811 14,494078 | 00848               |         |
| Nisza św. Józefa                 | 121 Triq id-Duluri                                                | 35°53′21,2″N 14°29′33,0″E/35,889209 14,492506 | 00849               |         |
| Nisza Matki Boskiej Bolesnej     | 176 Triq ix-Xatt                                                  | 35°53′44,1″N 14°29′39,4″E/35,895590 14,494285 | 00850               |         |
| Nisza Matki Boskiej Bolesnej     | Sqaq 3, Triq ix-Xatt                                              | 35°53′42,3″N 14°29′40,0″E/35,895074 14,494444 | 00851               |         |
| Nisza Najświętszego Serca Jezusa | Triq Qrajten / Triq Bordin                                        | 35°53′35,5″N 14°29′27,0″E/35,893188 14,490846 | 00852               |         |
| Nisza św. Wawrzyńca              | 11 Triq San Ġużepp                                                | 35°53′35,7″N 14°29′24,7″E/35,893261 14,490199 | 00853               |         |
| Nisza św. Józefa                 | "San Angelo", 24 Triq San Ġużepp                                  | 35°53′35,8″N 14°29′24,3″E/35,893284 14,490095 | 00854               |         |
| Nisza Krzyża Chrystusa           | 233 Triq is-Sorijet tal-Ursolini / Triq it-Telgħa ta’Guardamangia | 35°53′37,9″N 14°29′32,1″E/35,893862 14,492238 | 00855               |         |
| Kościół Matki Bożej z Loreto     | Triq Bordin / Triq is-Sorijet tal-Ursolini                        | 35°53′33,1″N 14°29′30,4″E/35,892526 14,491791 | 00856               |         |
| Villa Frere z ogrodem            | 128 Triq ix-Xatt                                                  | 35°53′46,9″N 14°29′48,8″E/35,896361 14,496880 | 01206               |         |
| Szpital św. Łukasza              | Triq San Luqa                                                     | 35°53′36,2″N 14°29′37,9″E/35,893381 14,493875 | 01207               |         |